# Història del temps present
La història del temps present, història actual, història d'avui, història viscuda o història del present és un concepte nou dins el món de la historiografia que intenta descriure un període imprecís fins als nostres dies, aproximadament de trenta anys, o una generació.
Es defensa aquesta divisió, o més aviat, subdivisió de l'edat contemporània degut als enormes canvis que van propiciar el final de la Segona Guerra Mundial i el canvi dràstic d'horitzons que es van provocar que fan impossible comprendre l'abans i el després del conflicte. S'alimenta de les fonts orals i les experiències viscudes en primera persona.